# Аграмунт, Педро
Педро Аграмунт (исп. Pedro Agramunt; 12 сентября 1951, Валенсия, Испания — 25 ноября 2024) — испанский политический деятель. Председатель Парламентской ассамблеи Совета Европы (ПАСЕ) с 2016 по 2017 год. Член Сената Испании с 1993 года от Валенсийского автономного сообщества.

## Биография
Родился в 1951 году в Валенсии. В 1974 году окончил Университет Валенсии.
С 1989 года — член Народной партии, в 1990—1993 годах возглавлял отделение партии в Валенсии.
С 1993 года — член Сената Испании — верхней палаты парламента Испании.
С 2000 года — в составе испанской делегации в Парламентской ассамблее Совета Европы (ПАСЕ).
В 2016 году избран председателем ПАСЕ, сменив на этом посту Анн Брассёр. В 2017 году переизбран на пост председателя ПАСЕ на второй срок, в октябре того же года подал в отставку.
Умер 25 ноября 2024 года в возрасте 73 лет.